# Leniowate
Leniowate (Bibionidae) – rodzina muchówek z podrzędu długorogich. Na świecie opisano około 700 gatunków tych owadów, z czego w Polsce występuje 19 gatunków. 

## Opis

### Owady dorosłe

Użyłkowanie skrzydła

Ciało drobne lub średniej wielkości, o długości od 3,5 do ponad 10 mm, mało zróżnicowane. Wyraźny dymorfizm płciowy – samce mają zazwyczaj holoptyczne oczy, dłuższe i bardziej gęste owłosienie i inny kształt odwłoka niż samice. Głowa węższa lub tak samo szeroka jak tułów. U samca, oczy duże, zajmujące niemal całą powierzchnię głowy, złączone poniżej wzgórka przyoczkowego. Oczy samicy nieco mniejsze, kształtu jajowatego lub nerkowate. Czułki krótkie, nisko rozmieszczone na głowie, składające się z dwóch członów podstawowych i 5–11-członowej wici. Tułów mocno zbudowany. Śródplecze nieco wydłużone. Skrzydła zazwyczaj duże, szerokie, z silnym użyłkowaniem. Plamka skrzydłowa najczęściej wyraźna. Odwłok 7–9-segmentowy, wąski u samca, szeroki u samicy. Pokładełko samicy krótkie i miękkie. Nogi rozwinięte – tylna para najczęściej dłuższa od pozostałych, szczegóły ich budowy są dobrymi cechami diagnostycznymi dla rozróżniania taksonów w obrębie rodziny. Owłosienie ciała samca jest długie i gęste, samicy – przeciwnie – rzadsze i krótsze.
Wyglądem i stopniem pokrewieństwa zbliżone do przedstawicieli rodziny Scatopsidae.

### Larwy
Larwy przeważnie szaroziemiste z wyraźnie zaznaczoną głową i dobrze rozwiniętym, gryzącym aparatem gębowym. Poczwarki zamknięte typu pupa obtecta.

## Biologia i ekologia
Związane są ze środowiskiem leśnym lub zadrzewionym. Owady dorosłe żyją do dwóch tygodni. W Polsce mogą, jak np. u Dilophus febrilis, wystąpić dwa pokolenia w ciągu roku. Niekiedy pojawy masowe, zwłaszcza wiosną, w czasie rójki – najczęściej na roślinach z rodziny baldaszkowatych. Po rójce samice zakopują się płytko w glebie, po czym składają od kilkuset do ok. tysiąca jaj. Po około trzech tygodni wylęgają się larwy, które dorastają do wielkości od 10 do 25 mm (w ostatnim, czwartym stadium). Ich zagęszczenie może sięgnąć do 12 tys. osobników na metr kwadratowy. Dorosłe owady są egzofagami liżącymi, larwy fitosaprofagami, żyjącymi w glebie, ściółce leśnej, pod korą lub w pniach obumarłych drzew.

## Znaczenie gospodarcze
Larwy odgrywają znaczną rolę w lesie, przyczyniając się do rozkładu martwej materii organicznej, w tym także trudnej do rozłożenia ściółki drzew iglastych, a nawet drewna. W ich odchodach rozwija się obfita flora bakteryjna biorąca udział w dalszych etapach rozkładu. Przy większym zagęszczeniu lawy mogą być szkodnikami pól uprawnych i warzywników.

## Rozprzestrzenienie
Rodzina kosmopolityczna. Na świecie występuje około 700 gatunków zgrupowanych w 8 rodzajach. W Palearktyce stwierdzono obecność ok. 160 gatunków, z czego w Polsce stwierdzono do 1981 roku 19, w tym pospolicie występującego lenia marcowego (Bibio marci). (zobacz: leniowate Polski)

## Systematyka

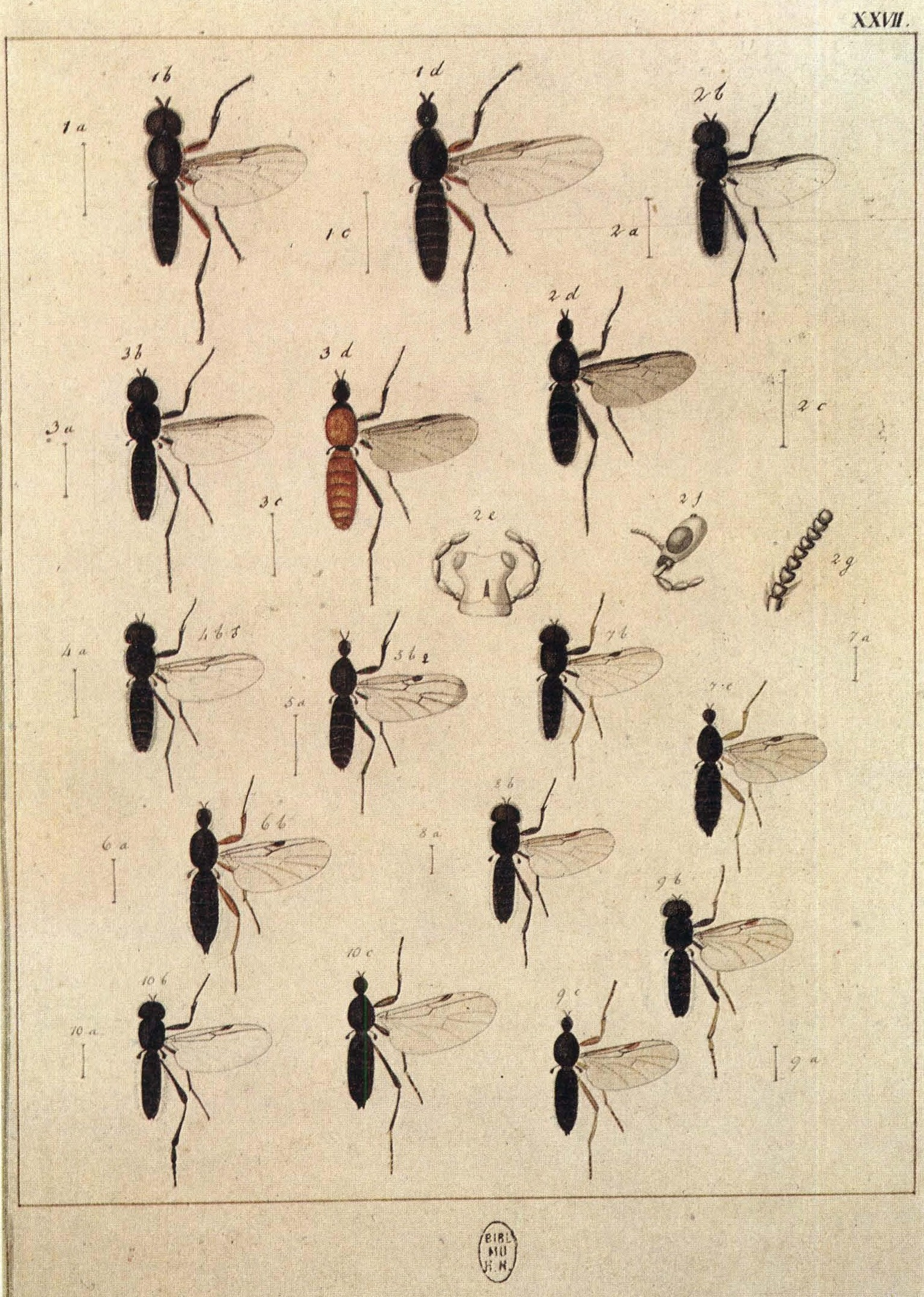
Przedstawiciele rodzaju Bibio z książki pt. Europäischen Zweiflügeligen (1790) Johanna Wilhelma Meigena

Bibionidae należą do dużej grupy owadów – infrarzędu Bibionomorpha. Analiza kladystyczna wykazała, że Bibionidae są taksonem monofiletycznym oraz grupą siostrzaną rodziny Pachyneuridae. Do rodziny tej zalicza się 8 rodzajów. Tradycyjnie Bibionidae dzielono na dwie (Bibioninae, Pleciinae) lub trzy (Bibioninae, Pleciinae, Hesperininae) podrodziny. Obecnie rodzaje Plecia, Penthetria i Hesperinus wydziela się do osobnych podrodzin:
- Podrodzina Bibioninae
  - Bibio
  - Dilophus Meigen, 1818
  - Bibiodes
  - Bibionellus
  - Enicoscolus
- Podrodzina Plecimae
  - Plecia
- Podrodzina Penthetriinae
  - Pentherria
- Podrodzina Hesperininae
  - Hesperinus

Bibionidae znane są od jury środkowej, w obecnej postaci od kredy górnej. Znane również z bursztynów bałtyckich. Leniowate to najszerzej reprezentowana w zapisach kopalnych rodzina ze wszystkich muchówek – do 2004 opisano ponad 345 gatunków w dziewięciu rodzajach.